# قتل شبه‌عمد (فیلم ۲۰۰۵)
قتل شبه عمد (دانمارکی: Drabet) یک فیلم دانمارکی به کارگردانی پر فلی است که در سال ۲۰۰۵ منتشر شد.